# 1516-os busz
Az 1516-os jelzésű autóbuszvonal távolsági autóbuszjárat Szeged és Tiszafüred között,  Szarvas, Kisújszállás érintésével, melyet a MÁV Személyszállítási Zrt. lát el.

## Közlekedése
A járat Szegedet és Tiszafüredet köti össze. Menetideje Tiszafüred felé kevesebb, mint 5 óra, Szeged felé 5 óra. Az eltérés abból adódik, hogy Szeged felé kevesebb megállóhelyen áll meg, mivel kihagyja Túrkevét és Szegeden a Brüsszeli körúti megállót. Az 1375-ös busz rásegítő járatának felel meg.
Egy járatpár közlekedik a hetek első iskolai előadási napját megelőző napon.

## Megállóhelyei
| 0  | Szeged, autóbusz-állomás végállomás     | 26 | 5, 6, 9, 19 7F, 21, 60, 67Y, 70, 71A, 72, 72A, 73, 73Y, 74, 74Y, 75, 76, 77, 77A, 78A 1374, 1375, 1441, 1486, 1503, 1504, 1506, 1507, 1510, 1512, 1513, 1515, 1517, 1518, 1652 4990, 5000, 5001, 5002, 5003, 5004, 5005, 5010, 5012, 5013, 5015, 5016, 5019, 5020, 5021, 5022, 5023, 5024, 5025, 5030, 5031, 5033, 5034, 5035, 5040, 5041, 5042, 5045, 5046, 5047, 5049, 5050, 5054, 5055, 5056, 5058, 5059, 5060, 5061, 5062, 5063, 5066, 5070, 5075, 5109, 5112, 5160, 5189, 5190, 5329, 5362, 5369 |
| 1  | Szeged, Brüsszeli körút                 | ∫  | 3, 3F, 4 20 1375, 1441, 1486, 1515 5003, 5004, 5005, 5007, 5010, 5012, 5013, 5019, 5021, 5160 |
| 2  | Szeged, Budapesti körút                 | 25 | 3, 3F, 4 77, 77A, 90 1374, 1375, 1441, 1486, 1515 4990, 5003, 5004, 5005, 5007, 5010, 5012, 5017, 5018, 5019, 5021, 5160, 5188 |
| 3  | Algyő, vasútállomás bejárati út         | 24 | 1374, 1375, 1441, 1486, 1515 4990, 5003, 5004, 5005, 5007, 5010, 5011, 5160 tram-train |
| 4  | Szentes, autóbusz-állomás               | 23 | 1, 1T, 3, 3T 1090, 1092, 1094, 1375, 1499, 1515, 1518, 1577 5004, 5007, 5010, 5105, 5109, 5120, 5121, 5123, 5125, 5126, 5128, 5129, 5130, 5132, 5140, 5143, 5150, 5255 |
| 5  | Kajánújfalu, Kereszt utca               | 22 | 1375 5120 |
| 6  | Szentes, Belsőecser                     | 21 | 5120 |
| 7  | Szarvas, autóbusz-állomás               | 20 | 1085, 1087, 1375, 1432 4850, 4855, 4971, 4980, 4985, 4990, 5120, 5208 |
| 8  | Gyomaendrőd, kultúrház                  | 19 | 1375, 1432 4971, 4990, 4994 |
| 9  | Mezőtúr, autóbusz-állomás               | 18 | 1 1375 4618, 4715, 4770, 4775, 4776, 4780 |
| 10 | Mezőtúr, Kossuth tér                    | 17 | 1 1375 4618, 4715, 4770, 4775, 4776, 4780 |
| 11 | Póhamara                                | 16 | 4618, 4715, 4770 |
| 12 | Pusztatúrpásztó                         | 15 | 4618, 4715, 4770 |
| 13 | Túrkeve, autóbusz-állomás               | ∫  | 1375 4618, 4715, 4770 |
| 14 | Túrkeve, Béla király út                 | ∫  | 4715, 4770 |
| 15 | Kisújszállás, autóbusz-állomás          | 14 | 1346, 1375 4715, 4720, 4735, 4738 |
| 16 | Kisújszállás, vasútállomás              | 13 | 1346, 1375 4715, 4720, 4735, 4738 személyvonat, sebesvonat, gyorsvonat, expresszvonat, IC, EC |
| 17 | Kisújszállás, autóbusz-állomás          | 12 | 1346, 1375 4715, 4720, 4735, 4738 |
| 18 | Kenderes, autóbusz-váróterem            | 11 | 1346, 1377, 1468 4614, 4720 |
| 19 | Bánhalma, autóbusz-váróterem            | 10 | 1346, 1377, 1468 4614, 4720 |
| 20 | Kunhegyes, autóbusz-állomás             | 9  | 1066, 1346, 1377, 1443, 1468 4608, 4614, 4616, 4720, 4730, 4757, 4760 |
| 21 | Pusztatomaji út                         | 8  | 4730 |
| 22 | Abádszalók, vasbolt                     | 7  | 1069, 1075 3561, 4613, 4730, 4760 |
| 23 | Abádszalók, autóbusz-állomás            | 6  | 1066, 1069, 1075, 1346, 1443 3561, 4613, 4730, 4760 |
| 24 | Abádszalók, Füredi út 87.               | 5  | 1069, 1075 3561, 4613, 4730, 4760 |
| 25 | Tiszaderzs, községháza                  | 4  | 1069, 1075 3561, 4613, 4730, 4757, 4760 |
| 26 | Tiszaszőlős, újtelep                    | 3  | 4613, 4701, 4760 |
| 27 | Tiszaszőlős, autóbusz-váróterem         | 2  | 1069, 1075 4613, 4701, 4760 |
| 27 | Tiszafüred, posta                       | 1  | 1069, 1075 4613, 4701, 4760 |
| 28 | Tiszafüred, autóbusz-állomás végállomás | 0  | 1068, 1075, 1301, 1343, 1344, 1375, 1377, 1447, 1448, 1468 3562, 4608, 4613, 4614, 4701, 4702, 4755, 4760 személyvonat |